# 9041 Takane
9041 Takane eller 1991 CX är en asteroid i huvudbältet som upptäcktes den 9 februari 1991 av de japanska astronomerna Satoru Otomo och Osamu Muramatsu i Kiyosato. Den är uppkallad efter staden Takane.
Asteroiden har en diameter på ungefär 2 kilometer.